# Brunswick Corporation

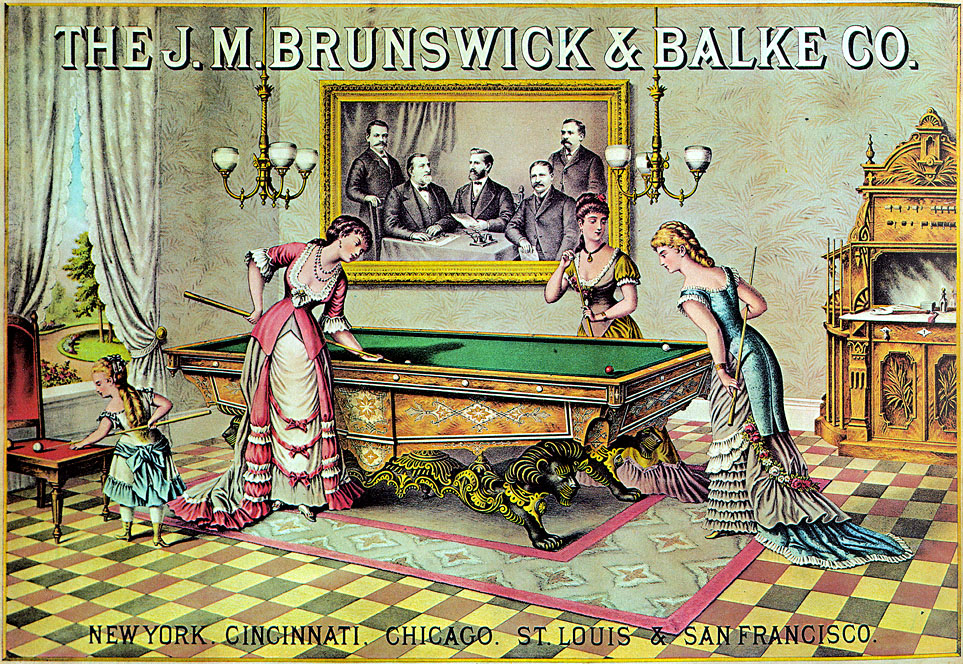
Reclameaffiche uit circa 1880

De Brunswick Corporation is een Amerikaanse producent van vrijetijdsproducten, waaronder bowlingballen en -banen. De Brunswick Corporation produceert eveneens jachten van het merk Bayliner. 
Het bedrijf werd gesticht in 1845 door John Moses Brunswick (1819-1886), een uit Zwitserland afkomstige joodse emigrant, in Cincinnati, Ohio. Aanvankelijk maakte Brunswick koetsen, maar hij begon ook al spoedig met de vervaardiging van biljarttafels. In de jaren zeventig en tachtig van de 19e eeuw slokte Brunswick enkele belangrijke concurrenten op en breidde hij de productie uit tot meubilair voor kroegen, biljartballen, bowlingkegels en andere binnensportmaterialen. In het begin van de 20ste eeuw werden ook toiletbrillen, autobanden en grammofoonplaten aan het assortiment toegevoegd. Na de Tweede Wereldoorlog werd schoolmeubilair en golfsportmateriaal in productie genomen. De Brunswick Corporation staat genoteerd aan de New York Stock Exchange.